# Улица Солдата Корзуна
Улица Солдата Корзуна — улица в Кировском районе Санкт-Петербурга. Проходит от проспекта Маршала Жукова до проспекта Народного Ополчения.

## История
Улица получила своё название 16 января 1964 года в честь героя Великой Отечественной войны артиллериста Андрея Григорьевича Корзуна (1911—1943), погибшего в бою и похороненного неподалёку на Южном воинском кладбище в Кировском районе Санкт-Петербурга.

## Транспорт
1. Метрополитен: станция «Проспект Ветеранов»
2. Троллейбусы № 20, 29, 37, 44, 46
3. Автобусы № 18, 52, 68, 68А, 81, 88, 89, 103, 130, 145, 145Б, 145Э, 160, 181, 195, 242, 246, 256, 265, 284, 297, 329, 343Э, 345, 639А
4. Маршрутные такси № 105А, 486В, 631, 635, 639Б, 650Б, 650В
5. Ж/Д: платформа Ульянка (с Балтийского вокзала)

## Галерея

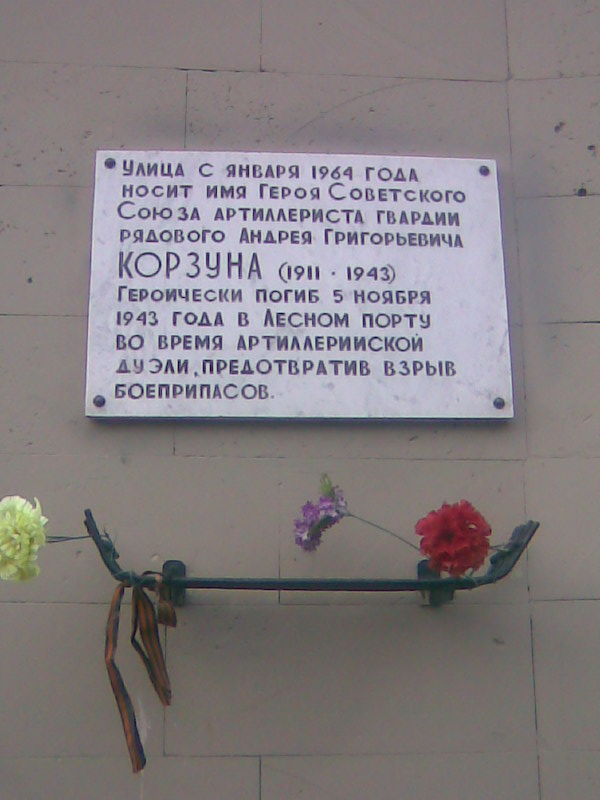
Памятная доска, посвящённая А. Г. Корзуну
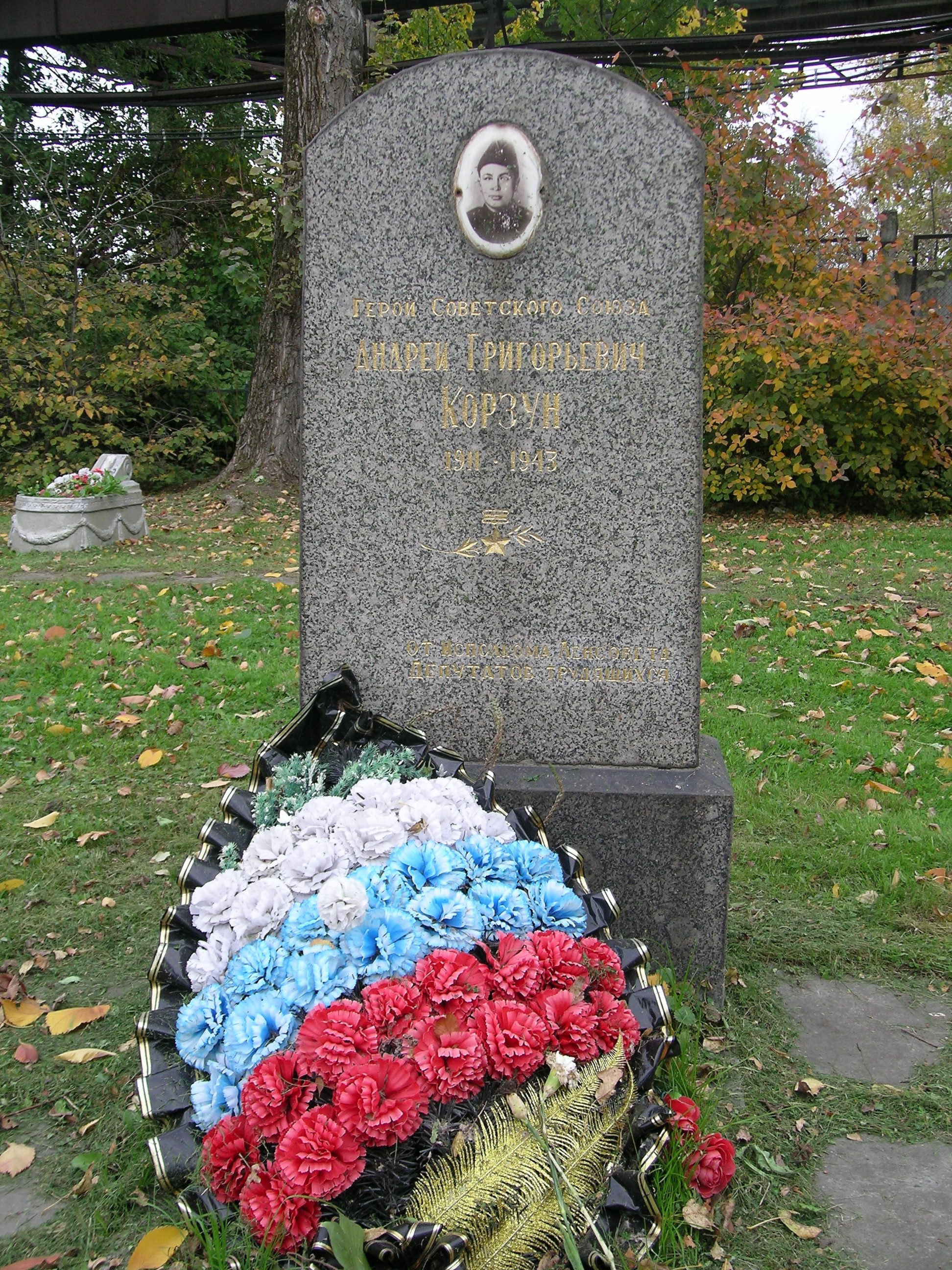
Могила Андрея Григорьевича Корзуна на Южном воинском кладбище в Кировском районе Санкт-Петербурга  Объект культурного наследия № 7800503000№ 7800503000.